# Burnout (computerspel)
Burnout is het eerste spel in de Burnout-serie, uitgebracht op 1 november 2001, ontwikkeld door Criterion Games en gepubliceerd door Acclaim Entertainment. Het spel werd opgevolgd door Burnout 2: Point of Impact, Burnout 3: Takedown, Burnout Revenge en Burnout Paradise.

## Gameplay
De belangrijkste gameplay modus in Burnout is de championship-modus, een reeks evenementen, ieder bestaande uit drie races. Hier racet de speler tegen drie andere auto's op diverse racebanen. Elk evenement is moeilijker dan de voorgaande en vereist snellere auto's om de eerste plaats te bereiken. Na het voltooien van elk evenement wordt een face off-uitdaging ontgrendeld die op zijn beurt een nieuwe auto ontgrendeld als deze gewonnen wordt. Andere modi zijn single race, time attack, survival mode en multiplayer. Single race is een modus waarin de speler tegen drie tegenstanders racet. In time attack-modus moet de speler een ronde afmaken in een bepaalde tijd. In suvival mode moet de speler het zo lang mogelijk vol houden zonder te crashen, als de speler ergens tegen aan botst is het spel meteen afgelopen.
Elke locatie heeft eigen voertuigen, bijvoorbeeld Amerikaanse taxi's versus Europese taxi's.
Burnout is voorzien van een kleine verzameling auto's, waaronder de kleine Compact, de Sedan, de Pickup en de Muscle.

## Ontvangst
| Beoordeeld door      | Jaar | Platform      | Score |
| -------------------- | ---- | ------------- | ----- |
| Cheat Code Central   | 2001 | PlayStation 2 | 90%   |
| Game Chronicles      | 2002 | Xbox          | 88%   |
| Gaming Target        | 2002 | GameCube      | 81%   |
| Game Chronicles      | 2002 | GameCube      | 80%   |
| XBox Solution (XBS)  | 2002 | Xbox          | 80%   |
| Gaming Target        | 2001 | PlayStation 2 | 78%   |
| Gamezone (Duitsland) | 2001 | PlayStation 2 | 75%   |
| Armchair Empire, The | 2002 | GameCube      | 70%   |
| Cubed3               | 2003 | GameCube      | 70%   |
| Quebec Gamers        | 2003 | GameCube      | 69%   |